# Philoliche malindensis
Philoliche malindensis är en tvåvingeart som beskrevs av H. Oldroyd 1957. Philoliche malindensis ingår i släktet Philoliche och familjen bromsar.
Artens utbredningsområde är Kenya. Inga underarter finns listade i Catalogue of Life.